# Creoxylus corniger
Creoxylus corniger är en insektsart som beskrevs av Jean Guillaume Audinet Serville 1838. Creoxylus corniger ingår i släktet Creoxylus och familjen Pseudophasmatidae. Inga underarter finns listade i Catalogue of Life.